# Вецнер Анатолій Леонідович
Анатолій Леонідович Вецнер(23 січня 1931, Харків — 19 вересня 2016, Харків) — радянський і український театральний режисер, педагог.

## Біографічні відомості
У 1954 закінчив факультет журналістики Київського державного університету ім. Т. Г. Шевченка.
У 1968 закінчив Вище театральне училище ім. Б. Щукіна при Московському державному академічному театрі ім. Є. Вахтангова.
У 1954—1957 — відповідальний секретар газети «Ленінська іскра» Ленінськ-Кузнецького району Кемеровської області.
У 1957—2016 роках працював в Харківському державному російською драматичному театрі ім. А. С. Пушкіна (помічник режисера, актор, c 1968 — режисер-постановник, в пізні роки — головний режисер).
Викладав на кафедрі режисури драматичного театру Харківського інституту (університету) мистецтв ім. І. П. Котляревського

## Театральні постановки
- Аморальна комедія (Джон Бойнтон Прістлі)
- … Забути Герострата (Г. Горін)
- Красуня і сім'я (Сомерсет Моем)
- Мишоловка (Агата Крісті).

## Звання, нагороди
- Заслужений працівник культури України